# Carlos Esteban Frontini
Carlos Esteban Frontini (Nació el 19 de agosto de 1981 en Buenos Aires) es un futbolista argentino nacionalizado brasileño.
Actualmente es jugador del Vila Nova Futebol Clube de Brasil, donde ha podido hacerse un lugar en el plantel profesional.

## Trayectoria

### Clubes
| Club             | País          | Año         |
| ---------------- | ------------- | ----------- |
| Mogi Mirim       | Brasil        | 2001        |
| Vitória          | Brasil        | 2002        |
| Mogi Mirim       | Brasil        | 2002        |
| União Barbarense | Brasil        | 2003        |
| Vorskla          | Ucrania       | 2004        |
| União Barbarense | Brasil        | 2004        |
| Marília          | Brasil        | 2005        |
| Ponte Preta      | Brasil        | 2005        |
| Santos           | Brasil        | 2005        |
| Pohang Steelers  | Corea del Sur | 2006 - 2007 |
| América-RN       | Brasil        | 2007        |
| Figueirense      | Brasil        | 2007        |
| Mirassol         | Brasil        | 2008        |
| Goiás            | Brasil        | 2008        |
| Botafogo-SP      | Brasil        | 2009        |
| CRB              | Brasil        | 2009        |
| Bragantino       | Brasil        | 2009 - 2010 |
| Remo             | Brasil        | 2010        |
| Duque de Caxias  | Brasil        | 2010        |
| Boavista         | Brasil        | 2011        |
| Duque de Caxias  | Brasil        | 2011        |
| Ipatinga         | Brasil        | 2011        |
| Red Bull Brasil  | Brasil        | 2012        |
| Brasiliense      | Brasil        | 2012        |
| Volta Redonda    | Brasil        | 2013        |
| Vila Nova        | Brasil        | 2013        |
| Botafogo-SP      | Brasil        | 2014        |
| Vila Nova        | Brasil        | 2015 - 2017 |
| CRAC             | Brasil        | 2017        |
| Sergipe          | Brasil        | 2017        |
| XV de Piracicaba | Brasil        | 2017        |
| Confiança        | Brasil        | 2017 - 2018 |
| Ypiranga         | Brasil        | 2018        |
| Cianorte         | Brasil        | 2019        |
| Jaraguá          | Brasil        | 2019        |
| Treze            | Brasil        | 2020        |
| Campinense       | Brasil        | 2020        |
| Costa Rica       | Brasil        | 2020        |
| Vila Nova        | Brasil        | 2020 -      |

## Títulos

### Campeonatos nacionales
| Torneo                  | Club             | País          | Año       |
| ----------------------- | ---------------- | ------------- | --------- |
| Campeonato Paulista     | Mogi Mirim       | Brasil        | 2001      |
| Campeonato Alagoano     | Corinthians-AL   | Brasil        | 2002      |
| Campeonato Baiano       | Vitória          | Brasil        | 2002      |
| Liga Premier de Ucrania | Vorskla          | Ucrania       | 2002-2003 |
| Campeonato Paulista     | União Barbarense | Brasil        | 2004      |
| Campeonato Paulista     | Marília          | Brasil        | 2005      |
| Campeonato Paulista     | Ponte Preta      | Brasil        | 2005      |
| Campeonato Brasileño    | Santos           | Brasil        | 2005      |
| K-League                | Pohang Steelers  | Corea del Sur | 2006      |
| Campeonato Brasileño    | América-RN       | Brasil        | 2006-2007 |
| Campeonato Brasileño    | Figueirense      | Brasil        | 2007      |